# Гелоян, Ишхан Махарович
Ишхан Махарович Гелоян (арм. Իշխան Գելոյան; род. 31 августа 1992, Ранчпар, Масисский район) — российский и армянский футболист, полузащитник.

## Биография

### Клубная карьера
Родился в селе Ранчпар на территории Армении, но вырос в России. С 6 лет занимался тхэквондо в московской школе, но затем семья переехала из Москвы в Люберцы и 10-летний Гелоян стал заниматься футболом в местной школе у тренера Алексея Бессалого, который порекомендовал пройти просмотр в московских школах. В 13 лет около месяца провёл в школе «Динамо», но закрепиться не смог и перешёл в школу «Локомотив-Перово».
На взрослом уровне начинал играть в команде «Локомотив-2-молодёжная» в любительской лиге. На профессиональном уровне дебютировал в 2012 году в составе клуба ПФЛ «Славянский», где за полгода сыграл 19 матчей и забил 4 гола. Зимой 2013 года перешёл в учалинский «Горняк». В сезоне 2013/14 выступал в ФНЛ за «Химик» Дзержинск. В дальнейшем сменил большое количество команд, среди которых «Балтика», «Витязь» Крымск, «Енисей», «Нефтехимик», «Луч» Владивосток и «Шинник», но ни в одной из них не задержался более чем на сезон.
В 2019 году Гелоян подписал контракт с новичком Премьер-лиги клубом «Тамбов», но получил травму крестообразных связок во время тренировки и в итоге не провёл за команду ни одного матча. В октябре 2020 года вернулся в «Балтику».
В июне 2022 года перешёл в «СКА-Хабаровск».
В июне 2023 года стал игроком тульского «Арсенала».

### Карьера в сборной
25 августа 2021 года получил вызов в сборную Армении на сентябрьские матчи отборочного турнира чемпионата мира 2022. Дебютировал 5 сентября в гостевой встрече со сборной Германии (0:6), в которой вышел на замену после перерыва.